# ستان بروكس
ستان بروكس (بالإنجليزية: Stan Brookes)‏ هو لاعب كرة قدم بريطاني في مركز الدفاع، ولد في 2 فبراير 1953 في دونكاستر في المملكة المتحدة. لعب مع نادي دونكاستر روفرز.